# كورت ديبنر
كرت ديبنر (بالألمانية: Kurt Diebner)‏ ( 13 ماي 1905 , أوبرنيسا - 13 يوليو 1964 , أوبرهاوزن ) كان عالما ألمانيا بالفيزياء النووية المعروف بسبب إدارته و إشرافه على المشروع الألماني للطاقة النووية , الذي هو برنامج سري لتصنيع أسلحة الدمار الشامل ( الأسلحة النووية ) لصالح ألمانيا النازية خلال الحرب العالمية الثانية .
ديبر خدم أيضا في مجلس الأبحاث النووية و ضابط للرايخ بالتخطيط في الجيش الألماني حتى استسلام ألمانيا للحلفاء سنة 1945 . بعد الحرب , سجن ديبنر لفترة في المملكة المتحدة و من ثم ارجع إلى ألمانيا الغربية في أوائل سنة 1946 .